# Nicole Dereppe-Soumoy
 (juin 2018).
Pour les articles homonymes, voir Soumoy et Dereppe.
Nicole Soumoy, épouse Dereppe, née à Morialmé, est une femme politique belge bruxelloise, membre des Fédéralistes Démocrates Francophones (FDF). 
Elle fit ses humanités à Heverlee, ensuite un régendat ménager (graduat en dynamique familiale).
Elle entra en politique successivement à Ixelles, Schaerbeek, Woluwe-Saint-Lambert; bénévole pour les Sœurs de Saint Vincent de Paul à Schaerbeek.

## Fonctions politiques
- Conseillère communale de Woluwé-Saint-Lambert (1970-)
  - première échevine chargée de l'action sociale, Famille, Troisième âge, Quart-Monde, tutelle sur le CPAS (1988-)
  - bourgmestre ff. (en suppléance de Georges Désir, ministre) (1989-1991)
- Membre du Parlement de la Région de Bruxelles-Capitale :
  - du 12 juillet 1989 au 21 mai 1995.